# Antimatter
Antimatter ([ˈæntiˌmætə(r)]) — британський рок-гурт, створений у 1997 році Дунканом Паттерсоном (колишній басист і автор пісень групи Anathema) та Міком Моссом. Дует випустив разом три альбоми: Saviour, Lights Out і Planetary Confinement. Незабаром після завершення Planetary Confinement Паттерсон залишив групу і створив власний проєкт Íon. Мосс залишився і випустив четвертий альбом — Leaving Eden — спільно з гітаристом Anathema Деніелом Кавана, згодом з'явився Live@An Club (2009), записаний на його власному лейблі Music In Stone. Остання робота Мосса — ретроспективний мульти-диск під назвою Alternative Matter, а також Fear Of A Unique Identity — 5-й альбом гурту, випуск якого анонсовано на листопад 2012.
Для ранніх альбомів Antimatter, Savior та Lights Out, характерними були фокус на мелодійному вокалі (зокрема запрошених вокалісток) і балансування між готикою та трип-хопом. Planetary Confinement став кроком до більш акустичного меланхолійного звучання. Leaving Eden, у якому Мік Мосс був єдиним автором і виконавцем, продовжує цю лінію, а також надає більш важливої ролі електрогітарам. У результаті, альбом важчий, з легким натяком на ембієнт-звучання ранньої Antimatter.

## Історія гурту

### 1998-99: Утворення
Не чувши до того попередні записи одне одного, Дункан Паттерсон і Мік Мосс у 1998 році дійшли до однієї точки у музичному і філософському сенсі. Паттерсон щойно закінчив запис альбому Anathema Alternative 4, а Мосс працював над кількома демо. Подібність вражала. Між піснями «Saviour», «Over Your Shoulder» і «Angelic» Мосс та Паттерсоновими «Empty», «Feel» і «Destiny» можна провести чіткі паралелі. І ті, й інші записи були темними, мелодійними і мінімалістськими, лірика стосувалась дискомфорту щодо себе й інших. Паттерсон до того часу уже втомився від Anathema, і прослухавши демо Мосса запропонував працювати разом. Паттерсон залишив Anathema у 1998-му і перезаписав 3 треки Мосса, щоб видати їх під псевдо «Angelica». Peaceville Records спочатку відмовились від демо через надмірну мелодійність і непричетність до хеві-металу. Паттерсон згодом записав 4-й трек, «Holocaust». У 1999 австралійський гурт Cryptal Darkness зв'язався з Паттерсоном і поцікавився, чим він займається після виходу з Anathema. Паттерсон надіслав касету з демо, і після прослуховування лейбл CD погодився випустити перший альбом дуету.

### 2000-02:Saviour
У вересні 2000 вони почали запис свого дебютного альбому Saviour в Academy Studios. Паттерсон додає треки «Holocaust», «God Is Coming», «Flowers» and «Going Nowhere», а Мосс привносить «Saviour», «Over Your Shoulder», «Psalms», «Angelic» та «The Last Laugh». Хоча у первісних записах Мосса був його голос, Паттерсон висловив ідею запросити вокалісток Мішель Річфілд та Хейлі Віндзор. Вокал Мосса звучить лише у двох треках; інструменти вони поділили між собою.
У 2001-му альбом і гурт отримали статус «Альбом року» та «Найкращий новачок року» у журналі Psycho!. На жаль, лейбл розповсюдив лише невелику кількість копій альбому, хоча попит був досить великим і скоро стало зрозуміло, що лейбл просто не здатен виробити необхідну кількість копій. Так почалась боротьба за права на Saviour, Icon Records намагались утримати їх за собою попри те, що не могли його випускати. Зрештою, у 2002 році Icon Records здались і віддали права на запис альбому гурту.
у 2002-му реліз Saviour нарешті став світовим стананнями лейблів Prophecy Productions у Європі та The End Records у Північній Америці. Самофінансований європейський тур гурту відбувся роком пізніше, до Antimatter у ньому приєднався колишній колега Паттерсона по Anathema Денні Кавана. Мішель Річфілд та Хейлі Віндзор не брали участі, основний вокал виконував Мік Мосс.
Згодом Кавана швидко і неоднозначно залишає Anathema і приєднується до Antimatter, але тільки щоб знову повернутись в Anathema кількома тижнями пізніше.
У кінці 2002 року Мосс публікує в Інтернеті безкоштовний A Dream For The Blind, що містить записи його репетиції разом з Кавана протягом туру.

### 2002-03:Lights OutтаLive@K13
Другий альбом, Lights Out, Antimatter почали записувати у лютому 2003 року. Мосс пише пісні «Everything You Know Is Wrong», «The Art Of A Soft Landing», «In Stone» і «Dream», а Паттерсон — «Lights Out», «Expire», «Reality Clash» і «Terminal». Альбом записали за місяць на Sun Studios Dublin і випустили у червні того ж року. Він помітно відрізняється від попереднього хоча б тим, що незважаючи на запрошених Мішель Річфілд та Хейлі Віндзор, Мосс виконує вокал у більшості своїх треків і половині Паттерсонових.
Паттерсон створює власний рекорд-лейбл Strangelight Records аби випустити акустичний концертний альбом Live@K13, записаний упродовж їх дебютного туру у 2002-му.
Протягом травня-червня 2003 року Antimatter гастролюють американським західним узбережжям разом з Virgin Black та Aggaloch. Після цього вони їдуть у Європу, щоб виступити в Греції, і далі в Стамбулі. Тур закінчився виступом на фестивалі у Скалі, на Кіпрі. Через місяць Antimatter стали хедлайнерами на щорічному фестивалі в Естонії Hard Rock Laager — найбільшому фестивалі альтернативної музики у країні.
У жовтні 2003 року повертаються до Sun Studios у Дублін, щоб записати версію «Black Sun» гурту Dead Can Dance. Трек з'явиться у The Lotus Eaters, подвійний альбом каверів на Dead Can Dance, вийшов на Black Lotus Records у 2004 році. Після запису група гастролює по Німеччині разом з Autumnblaze.
Пізніше того ж року пісня «Over Your Shoulder» із дебютного альбому Saviour стає саундтреком до реаліті-шоу Sorority Life на MTV.
У грудні Antimatter викладають в Інтернеті альбом Unreleased 98-03 з демо та невідомими версіями пісень із перших двох альбомів, доступний для вільного завантаження.

### 2004-05:Planetary Confinementі вихід Паттерсона
У 2004-му Паттерсон вирішує залишити Antimatter, щоб займатись своїм соло-проєктом Ion, але вже після виходу свого останнього альбому з цією групою, Planetary Confinement, який був записаний двома частинами: одна — Моссом в Англії, інша — Паттерсоном в Ірландії та Франції. Мосс почав запис своїх пісень («Weight Of The World», «Legions», «Epitaph» і «A Portrait Of The Young Man As An Artist») 16 липня на Studio 33 у Ліверпулі, запросивши Рейчел Брустер на скрипку, Сте Хагс на бас і Кріса Філліпса на ударні. Мосс вирішує відмовитись від запрошених вокалістів і виконує усі вокальні партії сам. Паттерсон записує свою частину пісень («Planetary Confinement», «Line Of Fire», «Mr White», «Relapse» і «Eternity Part 24») у грудні того ж року з вокалісткою Амелі Феста. Мосс створює органічніше звучання своїх записів, у той час як Паттерсон все ще зберігає електронну кайму, незважаючи на всю акустичність.
Planetary Confinement, цілком акустичний альбом порівняно з двома попередніми напівелектронними випусками, вийшов у 2005 році, засвідчивши остаточний відхід Паттерсона з проєкту. З виходом альбому Паттерсон анонсує свій проєкт Ion, а Мосс одночасно з ним заявляє, що буде продовжувати роботу в Antimatter, яка має увінчатись 4-м альбомом гурту під назвою Leaving Eden.

### 2006-07:Leaving Eden
У червні 2006 року на Fair Trade Studios у Ліверпулі Мосс починає запис четвертого альбому Antimatter — Leaving Eden. Він заново збирає колектив, який він сформував для запису своїх сесій попереднього альбому, і кличе також Денні Кавана.
У кінці жовтня 2006 Мосс разом з Деніелом Кавана та Leafblade вирушає у норвезький тур.
Тижнем пізніше, 27 жовтня, німецький репер Bushido випустив сингл «Sonnenbank Flavour», музика у якому цілком семплована з пісні Antimatter «Epitaph» (альбом Planetary Confinement). Сингл досягає 15-ї позиції у німецьких чартах.
Leaving Eden випускається у червні 2007 року. Решту року Мосс гастролює з альбомом у Нідерландах, Бельгії, Франції, Польщі, Греції, Туреччині, Сербії, Хорватії, Австрії, Італії, Латвії та Естонії.
18 серпня 2007-го Bushido випускає сингл «Von der Skyline zum Bordstein zurück». І знову, музика цілком семплована з треку Antimatter, цього разу «Terminal» (альбом Lights Out). Сингл опиняється на 14 позиції у німецьких чартах.

### 2008-10:Live@An ClubіAlternative Matter
У квітні 2008 року Antimatter стають хедлайнерами польського Art Rock Festival у Познані. Пізніше цього року Мосс ініціює об'єднання з Паттерсоном, щоб разом дати концерт «An Evening Of Antimatter, Anathema and Ion Music». Перший тур у такому форматі відбувся у вересні Португалією та Іспанією, а згодом і в Угорщині, Румунії, Італії, Фінляндії, Франції, Польщі та Литві до кінця року.
Цього ж року Мосс заявляє, що п'ятий альбом знаходиться у стадії створення, так само як і Alternative Matter, ретроспективна збірка альтернативних версій і демо, присвячена 10-річчю гурту.
У 2009 році Мосс створює власний лейбл, Music In Stone, першим релізом якого став Live@An Club Antimatter, записаний попереднього року в Афінах. Альбом вийшов у квітні, збігшись із третім спільним туром Мосса і Паттерсона. Через місяць вони виступають як хедлайнери на щорічному фестивалі Wave Gotik Treffen у Німеччині, одній з найбільших подій у світовій готичній субкультурі.
Восени 2009 року турецький фотограф і режисер Fethi Karaduman публікує свій промо-кліп до пісні «Epitaph».
У той же час Мосс починає компілювати Alternative Matter, проєкт, на який пішло дев'ять місяців. У 2010-у анонсується, що альбом вийде двома версіями: 2-дисковий діджіпак і 4-дисковий лімітований випуск, у який ввійде артбук зі 100 сторінками фотографій та нотами, бонусний EP з матеріалом, якого немає на 2-дисковій версії, і DVD з 30-хвилинним документальним фільмом, промо Карадумана до «Epitaph» та промо до «Conspire» (альбом Leaving Eden), з використанням ручної анімації Кшиштофа Барана.
Alternative Matter випустили у листопаді 2010 року.

### 2012:Fear Of A Unique Identity
У березні 2012 року Мік Мосс дав інтерв'ю іранському сайту TiKWiD, у якому назвав новий альбом — Fear Of A Unique Identity, а також зазначив, що це перший альбом Antimatter за 5 років, і він повинен з'явитись у магазинах у 2012 році. За його словами, це концептуальний альбом, що він відображає бажання людини злитися з натовпом замість того, щоб залишатись унікальною, через страх відокремлення; це стає проблемою, коли натовп знаходиться на хибному шляху духовно та ідеологічно."
У серпні 2012 було оголошено на офіційній сторінці гурту, що альбом буде видано у світі на лейблі Prophecy Productions 13 листопада 2012.

## Дискографія

### Студійні альбоми
- Saviour (2001)
- Lights Out (2003)
- Planetary Confinement (2005)
- Leaving Eden (2007)
- Fear Of A Unique Identity (2012)[3]
- The Judas Table (2015)
- Black Market Enlightenment (2018)

### Компіляції
- Unreleased 1998–2003 (2003)
- Alternative Matter (2010)

### Концертні альбоми
- Live@K13 (2004)
- Live@An Club (2009)

### Інтерв'ю
- Bellipanni, Paolo and Annarosa Moroni. «Інтерв'ю з Міком Моссом.» Rockline.it, 29.06.2007. (італ.)
- Golden, Barbara. «Conversation with Antimatter.» eContact! 12.2 — Interviews (2) [Архівовано 23 квітня 2010 у Wayback Machine.] (квітень 2010). Montréal: CEC.
- Reza. «Q&A with Antimatter.» Інтерв'ю TiKWiD з Antimatter [Архівовано 14 серпня 2013 у WebCite] (березень 2012). Iran